# Might and Magic VII: For Blood and Honor
Might and Magic VII: For Blood and Honor is een computerspel gepubliceerd in 1999 door 3DO Company en ontworpen door New World Computing. Het spel is een sequel van Might and Magic VI: The Mandate of Heaven en een prequel van Might and Magic VIII: Day of the Destroyer.

## Achtergrond
Na te zijn gevlucht van Enroth vestigt Archibald, broer van Roland Ironfist, zich in Erathia en vormt ene alliantie met de dodenbezweerders (necromancers) van Deyja. Ondertussen maakt de rijke Lord Markham bekend een zogenaamde “scavanger hunt” te organiseren op Emerald Isle. Een groep van bespeelbare karakters gaat de uitdaging aan. Al snel loopt de scavenger hunt uit de hand en komt het lot van de wereld wederom in de handen van een groep avonturiers te liggen.
Het gevecht tussen de Tovenaars en de Dodenbezweerders wordt verergerd wanneer Heilige en Demonische wezens zich ermee gaan bemoeien. Het gevecht om de macht tussen de onsterfelijke tovenaar Gavin Magnus en Archibald krijgt al snel een andere wending wanneer een aantal karakters uit een lang vergeten verleden opeens weer opduiken.

## Het spel
Het spel is grotendeels hetzelfde als Might and Magic VI. Het gebruikt dezelfde graphics, bijna geheel dezelfde audio effecten en hetzelfde gevechts- en vaardigheidssysteem (met uitzondering van het toevoeging van het Grand Master level).
Er zijn twee unieke wendingen in het spel die niet in het vorige spel zaten. Allereerst vindt de speler een voorwerp dat door twee oorlogvoerende groepen wordt gezocht. Als speler kun je kiezen aan wie je het geeft en wie op die manier je bondgenoten worden.
Verder wordt de speler uiteindelijk gedwongen te kiezen tussen het dienen van het licht (Light) of het duister (Darkness). Beide keuzes hebben unieke klassen (zoals: een Kruisvaarder (Crusader) kan een Held (light) of een Slechterik (Dark) worden) en bepaalde zoektochten zijn alleen beschikbaar voor een van beide partijen. Als de speler de Light kant kiest worden zijn eenheden die zich in de duistere steden bevinden zijn vijanden en andersom.
Een aantal karakters uit Might and Magic III: Isles of Terra, met dezelfde namen maar andere portretten, komen voor in dit spel.

## Arcomage
Twee van de extra zoektochten in MMVII bevatten het minispel Arcomage. De eerste opdracht is het vinden van een set Arcomage kaarten en als dat gedaan is kan een speler in elke taverne in Erathia het spel Arcomage spelen. De tweede opdracht is een spel Arcomage winnen in elk van de tavernes.